# Elin Cederroos
Elin Sofia Cederroos, född 16 januari 1985, är en  svensk proffsboxare och före detta fotbollsspelare. Efter sin karriär som fotbollsspelare började Cederroos med boxning, hon har nu världsmästarbältena i supermellanvikt i WBA och IBF.